# 马基内
马基内是巴西南大河州的一个市镇。总面积622.121平方公里，总人口7314人，人口密度11.8人/平方公里。